# Alpujarra
Alpujarra là một khu tự quản thuộc tỉnh Tolima, Colombia. Thủ phủ của khu tự quản Alpujarra đóng tại Alpujarra Khu tự quản Alpujarra có diện tích 517 ki lô mét vuông. Đến thời điểm ngày 28 tháng 5 năm 2005, Alpujarra có dân số 4695 người.